# Dumești (Iași)
Dumeşti é uma comuna romena localizada no distrito de Iaşi, na região de Moldávia. A comuna possui uma área de 71.38 km² e sua população era de 4741 habitantes segundo o censo de 2007.